# Taito Kubo
Noriaki Kubo (久保 宣章 , rođen 26. juna 1977.), poznat po pseudonimu Taito Kubo (久保 帯人 ), je japanski manga umetnik. Kubo je najpoznatiji po svojoj manga seriji BLEACH, koja je do sada prodata u više od 120 miliona primeraka.

## Radovi

### Kratke priče ()
- (1996)[1]
- (1996)[2]
- (1997, Weekly Shōnen Jump, Shueisha)[1]
- (2018, Weekly Shōnen Jump, Shueisha)[3]

### Manga
- . (1999–2000, Weekly Shōnen Jump, Shueisha)
- (2001–2016 , Weekly Shōnen Jump, Shueisha)
- (2020–danas, Weekly Shōnen Jump, Shueisha)

### Umetničke knjige
- [4]
- [5]
- [6]

### Vodiči i karakter profili
- [7]
- [8]
- [9]
- [10]
- [11]

### Novele
- (2020−2021, tri toma; zajednički rad sa piscem Rjogo Narita)

### Video igre
- (2015) – dizajn likova i oružja.
- (2019) – dizajn likova.

## Spoljašnje veze
- Taito Kubo на веб-сајту  (језик: енглески)
- Taito Kubo на веб-сајту